# Чемпіонат Азії з боротьби 2007
Чемпіонат Азії з боротьби 2007 пройшов з 8 по 13 травня 2007 року в Бішкеку, Киргизстан у Спортивному палаці «Кожомкул».
На чемпіонаті проводилися змагання з вільної та греко-римської боротьби серед чоловіків і вільної боротьби серед жінок.
Було розіграно двадцять один комплект нагород — по сім у вільній, греко-римській та жіночій боротьбі. Бронзові нагороди вручалися обом спортсменам, що виграли втішні сутички.

## Країни учасники
У змаганнях взяли участь 207 спортсменів, що представляли 19 збірних команд.
- Йорданія (2)
- Індія (14)
- Ірак (4)
- Іран (14)
- Казахстан (20)
- Катар (4)
- Киргизстан (21)
- Китайський Тайбей (4)
- КНР (21)
- Монголія (13)
- Пакистан (2)
- Південна Корея (20)
- Північна Корея (6)
- Сирія (6)
- Таджикистан (4)
- Таїланд (8)
- Туркменістан (4)
- Узбекистан (19)
- Японія (21)

## Загальний медальний залік
| Місце               | Країна              | Золото | Срібло | Бронза | Загалом |
| ------------------- | ------------------- | ------ | ------ | ------ | ------- |
| 1                   | Іран                | 6      | 4      | 4      | 14      |
| 2                   | КНР                 | 5      | 1      | 9      | 15      |
| 3                   | Киргизстан          | 4      | 0      | 4      | 8       |
| 4                   | Японія              | 3      | 2      | 2      | 7       |
| 5                   | Казахстан           | 1      | 7      | 4      | 12      |
| 6                   | Південна Корея      | 1      | 2      | 8      | 11      |
| 7                   | Монголія            | 1      | 2      | 4      | 7       |
| 8                   | Індія               | 0      | 1      | 1      | 2       |
| 8                   | Північна Корея      | 0      | 1      | 1      | 2       |
| 10                  | Таїланд             | 0      | 1      | 0      | 1       |
| 11                  | Узбекистан          | 0      | 0      | 2      | 2       |
| 12                  | Йорданія            | 0      | 0      | 1      | 1       |
| 12                  | Китайський Тайбей   | 0      | 0      | 1      | 1       |
| 12                  | Таджикистан         | 0      | 0      | 1      | 1       |
| Загалом (14 збірні) | Загалом (14 збірні) | 21     | 21     | 42     | 84      |

## Рейтинг команд
| Місце в рейтингу | Вільна боротьба (чоловіки) | Вільна боротьба (чоловіки) | Греко-римська боротьба (чоловіки) | Греко-римська боротьба (чоловіки) | Вільна боротьба (жінки) | Вільна боротьба (жінки) |
| Місце в рейтингу | Команда                    | Бали                       | Команда                           | Бали                              | Команда                 | Бали                    |
| ---------------- | -------------------------- | -------------------------- | --------------------------------- | --------------------------------- | ----------------------- | ----------------------- |
| 1                | Іран                       | 64                         | Іран                              | 64                                | КНР                     | 63                      |
| 2                | Казахстан                  | 45                         | Киргизстан                        | 56                                | Казахстан               | 53                      |
| 3                | Монголія                   | 40                         | КНР                               | 48                                | Японія                  | 48                      |
| 4                | Південна Корея             | 40                         | Південна Корея                    | 47                                | Південна Корея          | 48                      |
| 5                | Японія                     | 39                         | Казахстан                         | 43                                | Монголія                | 44                      |
| 6                | КНР                        | 34                         | Узбекистан                        | 35                                | Киргизстан              | 38                      |
| 7                | Киргизстан                 | 32                         | Японія                            | 30                                | Таїланд                 | 22                      |
| 8                | Індія                      | 30                         | Північна Корея                    | 14                                | Китайський Тайбей       | 21                      |
| 9                | Узбекистан                 | 20                         | Ірак                              | 14                                | Узбекистан              | 21                      |
| 10               | Північна Корея             | 17                         | Сирія                             | 10                                | Індія                   | 16                      |

## Медалісти

### Чоловіки

#### Вільна боротьба
| Категорія | Золото            | Срібло                 | Бронза                |
| до 55 кг  | Масасі Сайто      | Асет Серікбаєв         | Аббас Даббагі         |
| до 55 кг  | Масасі Сайто      | Асет Серікбаєв         | Енхсайхани Ням-Очир   |
| до 60 кг  | Базар Базаргуруєв | Сінья Одате            | Лі Йон Чхоль          |
| до 60 кг  | Базар Базаргуруєв | Сінья Одате            | Мехді Тагаві          |
| до 66 кг  | Хассан Тахмасебі  | Сушил Кумар            | Чон Йон Хо            |
| до 66 кг  | Хассан Тахмасебі  | Сушил Кумар            | Найданпуревіїн Баярху |
| до 74 кг  | У Цзицзянь        | Мейзам Мустафа-Джохар  | Лі Сан Кю             |
| до 74 кг  | У Цзицзянь        | Мейзам Мустафа-Джохар  | Сейфаддін Османов     |
| до 84 кг  | Мехді Мансурі     | Чагнаадоржиїн Ганзориг | Єрмек Байдуашов       |
| до 84 кг  | Мехді Мансурі     | Чагнаадоржиїн Ганзориг | Абдул Аммаєв          |
| до 96 кг  | Олексій Крупняков | Амір Аббас Мораді      | Нуржан Катаєв         |
| до 96 кг  | Олексій Крупняков | Амір Аббас Мораді      | Ян Улінь              |
| до 120 кг | Фардін Масумі     | Марид Муталімов        | Палвіндер Сінгх Чима  |
| до 120 кг | Фардін Масумі     | Марид Муталімов        | Чжао Хайюй            |

#### Греко-римська боротьба
| Категорія | Золото            | Срібло          | Бронза              |
| до 55 кг  | Гамід Сурян       | Ча Гван Су      | Ільдар Хафізов      |
| до 55 кг  | Гамід Сурян       | Ча Гван Су      | Лі Чун Бек          |
| до 60 кг  | Мун Хо Сьон       | Хамід Бавафа    | Руслан Тюменбаєв    |
| до 60 кг  | Мун Хо Сьон       | Хамід Бавафа    | Шен Цзян            |
| до 66 кг  | Канатбек Бегалієв | Чон Джі Хьон    | Алі Мохаммаді       |
| до 66 кг  | Канатбек Бегалієв | Чон Джі Хьон    | Цяо Хуамен          |
| до 74 кг  | Даніяр Кобонов    | Асет Аділов     | Чан Юнсян           |
| до 74 кг  | Даніяр Кобонов    | Асет Аділов     | Моджтаба Бабаянзаде |
| до 84 кг  | Саман Тахмасебі   | Чо Хьо Чхоль    | Жанарбек Кенжеєв    |
| до 84 кг  | Саман Тахмасебі   | Чо Хьо Чхоль    | Яхія Абу-Табех      |
| до 96 кг  | Гасем Резаеї      | Асет Мамбетов   | Лі Йоль             |
| до 96 кг  | Гасем Резаеї      | Асет Мамбетов   | Чень Сяофей         |
| до 120 кг | Лю Делі           | Мехді Шарабьяні | Муроджон Туйчієв    |
| до 120 кг | Лю Делі           | Мехді Шарабьяні | Нурбек Ібрагимов    |

### Жінки

#### Вільна боротьба
| Категорія | Золото                | Срібло            | Бронза                 |
| до 48 кг  | Цогтбазарин Енхжаргал | Суніса Клахан     | Лі Сяомей              |
| до 48 кг  | Цогтбазарин Енхжаргал | Суніса Клахан     | Джан Хо Сун            |
| до 51 кг  | Жулдиз Ешимова        | Мідзухо Сібата    | Ляо Жун                |
| до 51 кг  | Жулдиз Ешимова        | Мідзухо Сібата    | Пак Йон Джин           |
| до 55 кг  | Саорі Йосіда          | Су Ліхуї          | Су Ін Цзу              |
| до 55 кг  | Саорі Йосіда          | Су Ліхуї          | Ольга Смирнова         |
| до 59 кг  | Ян Сеньлянь           | Доржиїн Нармандах | Лі Со Ле               |
| до 59 кг  | Ян Сеньлянь           | Доржиїн Нармандах | Кей Ямана              |
| до 63 кг  | Сюй Хайянь            | Олена Шалигіна    | Хан Чин Йон            |
| до 63 кг  | Сюй Хайянь            | Олена Шалигіна    | Бадрахин Одончимег     |
| до 67 кг  | Чень Мен              | Дар'я Карпенко    | Церендорджийн Баярзаяа |
| до 67 кг  | Чень Мен              | Дар'я Карпенко    | Мамі Сінкай            |
| до 72 кг  | Кьоко Хамаґуті        | Ольга Жанібекова  | Ван Сюй                |
| до 72 кг  | Кьоко Хамаґуті        | Ольга Жанібекова  | Яна Панова             |